# Bunnytown
Bunnytown es un programa de televisión infantil estadounidense que se emitió en el canal Playhouse Disney. Se estrenó en Estados Unidos el 10 de noviembre de 2007.

## Formato
El formato básico presenta de la siguiente manera:
- Un chiste que plantea algún tipo de problema se desarrolla en cuatro partes, como los conejitos preparándose para correr, tocando la batería, etc. Por ejemplo, los conejitos se preparan para una carrera en el primer episodio "¡Hola, conejitos!" pero terminan bailando disco en la primera parte (los eventos con bolas de discoteca suelen ocurrir en la tercera parte en la mayoría de los episodios), durmiendo en la segunda, volando en la tercera y finalmente corriendo en la cuarta parte antes de la canción final, pero hay una cinta en la línea de meta que los lleva de regreso al inicio de la carrera, pero fallaron nuevamente.
- Red y Fred, un equipo de comedia muda y payasadas en Peopletown formado por un hombre gordo de cabello pelirrojo y un hombre más pequeño, delgado y de cabello oscuro, interpretados por Ed Gaughan y Andrew Buckley. Esto se hace en la línea de Laurel y Hardy, que tienen el mismo estilo que Red y Fred. En la transmisión estadounidense, se les conoce como "Dos mejores amigos". Antes de esta escena, un conejito llamado Bart Bunnytoes viaja a través de un sistema de túneles subterráneos para llegar a Peopletown, donde observa los acontecimientos antes de partir.
- Las aventuras de Super-Bunny, creadas nuevas para Bunnytown, siguen el formato de Little Bad Bunny robando zanahorias de Bunnytown, y Super-Bunny viene al rescate.
- The Bunnytown Hop, realizado por una banda de rock and roll inspirada en grupos como Earth, Wind and Fire . En esta canción pueden participar personajes de segmentos anteriores.
- Super Silly Sports, también celebrado en Peopletown, presentado por Pinky Pinkerton (interpretada por la actriz escocesa Polly Frame ), conocida por llevar una banda rosa de Alice en su peinado rubio abullonado junto con un pañuelo y una chaqueta deportiva a juego sobre un vestido de tenis blanco. junto con calcetines por encima de la rodilla con rayas rosas y blancas. Un ejemplo de esta parodia de competencias deportivas y sus transmisiones por televisión es una competencia de miradas entre un niño de 11 años y una papa de Idaho (porque ambos tienen "ojos"). La exclamación característica de Pinky es "¡Oh, oh Dios!" hecho varias veces. Al igual que en los segmentos de Red y Fred, Bart viaja a través de los túneles subterráneos para observar los eventos.
- Después de la recompensa del chiste, todos los conejitos se reúnen para cantar la canción de cierre "It's a Bunnytown Life", seguida de un conejito tocando una bocina de fiesta .
- Los segmentos de Bunnytown Two Best Friends (Red y Fred) y Super Silly Sports se mostraban anteriormente en segmentos destacados en Disney Junior .

## Elenco
Las marionetas del programa están hechas de gomaespuma y cubiertas con piel sintética.
Se incluyen los muchos tipos de personajes que se encuentran en la cultura pop y los libros de cuentos. Se incluyen un rey y su corte, piratas, un conejito superhéroe, una conejita que es astronauta, dos conejitos de las cavernas y su dinosaurio mascota, un inventor, un granjero y sus ayudantes.

### Titiriteros[1]
- Alice Dinnean-Vernon
- Eric Jacobson - Super-Bunny
- Marcos Jefferis
- Nigel Plaskitt
- David Rudman
- Victoria Willing
- Wilson [1]

### Reparto de live-action[2][3]
- Andrew Buckley como rojo
- Polly Frame como Pinky Pinkerton
- Ed Gaughan como Fred
- Keely Cat-Wells como Millie la animadora
- Jami Reid-Quarrell como Spot
- Owen Mulhall como Chef Flandes
- Alanis Peart como dama inteligente
- Ian Stacey como Fingers Frederico

## Producción
Bunnytown fue creado por David Rudman, su hermano Adam y Todd Hannert, bajo su productora Spiffy Pictures.  Fue producido en Elstree Studios .  

### Transmisión
Bunnytown se estrenó en Canadá el 3 de noviembre de 2007. Se emitió en Estados Unidos el 10 de noviembre de 2007.  La serie se estrenó en Reino Unido en el canal Playhouse Disney el 13 de enero de 2008. En Francia, comenzó a emitirse el 27 de enero de 2008. Se terminó de emitir el 8 de noviembre de 2008.
La serie fue lanzada en DVD el 17 de marzo de 2009.